# Ernesto de Baden-Durlach
Ernesto I de Baden-Durlach (Pforzheim, 7 de octubre de 1482 - Sulzburg, 6 de febrero de 1553) fue el fundador de la llamada línea "ernestina" de la casa de Baden, la línea de la que descendieron los posteriores grandes duques. Era el margrave de Baden-Pforzheim desde 1533 y residió en Pforzheim a partir de 1537. En 1565, su hijo Carlos II trasladó la capital a Durlach y por lo tanto cambió el nombre del margraviato a Baden-Durlach. Tuvo que tratar con la Reforma y las frecuentes guerras otomanas en Europa. En esta turbulenta época, intentó mantener una posición neutral entre los protestantes y los católicos. No participó en la Guerra de Esmalcalda.

## Vida
Ernesto era el séptimo hijo del margrave Cristóbal I de Baden y Otilia de Katzenelnbogen.
Ernesto fue primero —como la mayor parte de sus hermanos— destinado a la carrera eclesiástica y fue ordenado en 1496 en Graben-Neudorf por el vicario general de la diócesis de Espira. Pero no estaba dispuesto a renunciar a su herencia y cambió la carrera espiritual por otra militar. En 1509 participó en la campaña del emperador Maximiliano I contra la República de Venecia.
Su padre, el margrave Cristóbal I, propuso que su quinto hijo, Felipe I, fuera su único sucesor, puesto que Felipe era el más preparado para gobernar el país y Cristóbal quería evitar una división del territorio. El 18 de junio de 1511, Cristóbal exigió que los estados de Rötteln, Sausenberg y Badenweiler aceptaran a Felipe, pero se opusieron. En posteriores encuentros de los estados en Rötteln y en 1512 en Kandern, rechazaron rendir homenaje a Felipe, porque no querían verse arrastrados a luchas de la casa de Baden. Ernesto había amenazado a los estados de que respondería con violencia si prestaban homenaje a su hermano.
Ernesto administró partes de Baden en nombre de su padre desde 1515 en adelante, como hicieron sus hermanos Felipe I y Bernardo III. Tras la muerte de Felipe, Bernardo III y Ernesto dividieron el país en los margraviatos de Baden-Baden ("línea Bernardina") y Baden-Durlach ("línea Ernestina"). Las dos partes fueron reunidas en 1771 con el margrave, y luego gran duque, Carlos Federico, un descendiente de la línea ernestina, después de la extinción de las demás líneas.

## Matrimonios y descendencia

### El matrimonio adecuado: Isabel de Brandeburgo-Ansbach
El margrave se casó en primeras nupcias el 29 de septiembre de 1510 con Isabel de Brandeburgo-Ansbach-Kulmbach (25 de marzo de 1494-31 de mayo de 1518), la hija del margrave Federico de Brandeburgo-Ansbach-Kulmbach. Tuvieron los siguientes hijos:
- Alberto (julio de 1511-12 de diciembre de 1542), participó en la guerra austriaca contra los turcos en 1541 en Hungría y murió de regreso en Wasserburg am Inn
- Ana (abril de 1512-después de 1579)

se casó el 11 de febrero de 1537 con el conde Carlos I de Hohenzollern (1516-8 de marzo de 1576)
- Amalia (febrero de 1513-1594)

se casó en 1561 con el conde Federico II de Löwenstein (22 de agosto de 1528-5 de junio de 1569)
- María Jacoba (octubre de 1514-1592)

se casó en febrero de 1577 con el conde de Wolfgang II de Barby (11 de diciembre de 1531-23 de marzo de 1615)
- María Celofás (septiembre de 1515-28 de abril de 1580)

se casó en 1548 con el conde Guillermo de Schultz (m. hacia 1566)
- Isabel (20 de mayo de 1516-9 de mayo de 1568)

se casó en primeras nupcias en 1533 con el conde Gabriel de Salamanca-Ortenburg (m. en diciembre de 1539)
se casó en segundas nupcias el 30 de julio de 1543 con el conde Conrado II de Castell (10 de julio de 1519-8 de julio de 1577)
- Bernardo (febrero de 1517-20 de enero de 1553), fue margrave.

### Primer matrimonio morganático: Úrsula de Rosenfeld
El segundo matrimonio del margrave fue en 1518 con Úrsula de Rosenfeld (m. 26 de febrero de 1538), la hija de Jorge de Rosenfeld. Este era un matrimonio morganático. En vida de Ernesto, se dudó de que su hijo Carlos podía heredar el margraviato. AL final, Carlos sólo pudo heredar el margraviato de su medio hermano debido a que los tutores de sus primos en la línea bernardina no pusieron objeción. En 1594, este matrimonio morganático fue citado en la corte imperial como un argumento cuando el margrave Ernesto Federico —un nieto de Ernesto— discutió el derecho a heredar de los hijos del margrave Eduardo Fortunato y María de Eicken.
Tuvieron tres hijos:
- Margarita (1519-1571)

se casó el 12 de noviembre de 1538 con el conde Wolfgang II de Oettingen (1511-1572)
- Salomé (m. 1559)

se casó en 1540 con el conde Ladislao de Hag (1495-31 de agosto de 1566)
- Carlos II (24 de julio de 1529-23 de marzo de 1577), margrave que gobernó.

### Segundo matrimonio morganático: Ana Bombast de Hohenheim
El margrave se casó con su tercera esposa, Ana Bombast de Hohenheim (m. 6 de junio de 1574), el 1 de marzo de 1544. Este matrimonio no tuvo descendencia.

## Ancestros
|  |                                            |  |  |  |  |  |  |  |  |  |  |  |  |  |  |  |
|  | 16. Bernardo I, margrave de Baden-Baden    |  |  |  |  |  |  |  |  |  |  |  |  |  |  |  |
|  |                                            |  |  |  |  |  |  |  |  |  |  |  |  |  |  |  |
|  |                                            |  |  |  |  |  |  |  |  |  |  |  |  |  |  |  |
|  | 8. Jacobo, margrave de Baden-Baden         |  |  |  |  |  |  |  |  |  |  |  |  |  |  |  |
|  |                                            |  |  |  |  |  |  |  |  |  |  |  |  |  |  |  |
|  |                                            |  |  |  |  |  |  |  |  |  |  |  |  |  |  |  |
|  | 17. Ana de Oettingen                       |  |  |  |  |  |  |  |  |  |  |  |  |  |  |  |
|  |                                            |  |  |  |  |  |  |  |  |  |  |  |  |  |  |  |
|  |                                            |  |  |  |  |  |  |  |  |  |  |  |  |  |  |  |
|  | 4. Carlos I, margrave de Baden-Baden       |  |  |  |  |  |  |  |  |  |  |  |  |  |  |  |
|  |                                            |  |  |  |  |  |  |  |  |  |  |  |  |  |  |  |
|  |                                            |  |  |  |  |  |  |  |  |  |  |  |  |  |  |  |
|  | 18. Carlos II, duque de Lorena             |  |  |  |  |  |  |  |  |  |  |  |  |  |  |  |
|  |                                            |  |  |  |  |  |  |  |  |  |  |  |  |  |  |  |
|  |                                            |  |  |  |  |  |  |  |  |  |  |  |  |  |  |  |
|  | 9. Catalina de Lorena                      |  |  |  |  |  |  |  |  |  |  |  |  |  |  |  |
|  |                                            |  |  |  |  |  |  |  |  |  |  |  |  |  |  |  |
|  |                                            |  |  |  |  |  |  |  |  |  |  |  |  |  |  |  |
|  | 19. Margarita del Palatinado               |  |  |  |  |  |  |  |  |  |  |  |  |  |  |  |
|  |                                            |  |  |  |  |  |  |  |  |  |  |  |  |  |  |  |
|  |                                            |  |  |  |  |  |  |  |  |  |  |  |  |  |  |  |
|  | 2. Cristóbal I, margrave de Baden          |  |  |  |  |  |  |  |  |  |  |  |  |  |  |  |
|  |                                            |  |  |  |  |  |  |  |  |  |  |  |  |  |  |  |
|  |                                            |  |  |  |  |  |  |  |  |  |  |  |  |  |  |  |
|  | 20. Leopoldo III, duque de Austria         |  |  |  |  |  |  |  |  |  |  |  |  |  |  |  |
|  |                                            |  |  |  |  |  |  |  |  |  |  |  |  |  |  |  |
|  |                                            |  |  |  |  |  |  |  |  |  |  |  |  |  |  |  |
|  | 10. Ernesto, duque de Austria              |  |  |  |  |  |  |  |  |  |  |  |  |  |  |  |
|  |                                            |  |  |  |  |  |  |  |  |  |  |  |  |  |  |  |
|  |                                            |  |  |  |  |  |  |  |  |  |  |  |  |  |  |  |
|  | 21. Viridis Visconti                       |  |  |  |  |  |  |  |  |  |  |  |  |  |  |  |
|  |                                            |  |  |  |  |  |  |  |  |  |  |  |  |  |  |  |
|  |                                            |  |  |  |  |  |  |  |  |  |  |  |  |  |  |  |
|  | 5. Catalina de Austria                     |  |  |  |  |  |  |  |  |  |  |  |  |  |  |  |
|  |                                            |  |  |  |  |  |  |  |  |  |  |  |  |  |  |  |
|  |                                            |  |  |  |  |  |  |  |  |  |  |  |  |  |  |  |
|  | 22. Siemowit IV de Masovia                 |  |  |  |  |  |  |  |  |  |  |  |  |  |  |  |
|  |                                            |  |  |  |  |  |  |  |  |  |  |  |  |  |  |  |
|  |                                            |  |  |  |  |  |  |  |  |  |  |  |  |  |  |  |
|  | 11. Cimburgia de Masovia                   |  |  |  |  |  |  |  |  |  |  |  |  |  |  |  |
|  |                                            |  |  |  |  |  |  |  |  |  |  |  |  |  |  |  |
|  |                                            |  |  |  |  |  |  |  |  |  |  |  |  |  |  |  |
|  | 23. Alejandra de Lituania                  |  |  |  |  |  |  |  |  |  |  |  |  |  |  |  |
|  |                                            |  |  |  |  |  |  |  |  |  |  |  |  |  |  |  |
|  |                                            |  |  |  |  |  |  |  |  |  |  |  |  |  |  |  |
|  | 1. Ernesto, margrave de Baden-Durlach      |  |  |  |  |  |  |  |  |  |  |  |  |  |  |  |
|  |                                            |  |  |  |  |  |  |  |  |  |  |  |  |  |  |  |
|  |                                            |  |  |  |  |  |  |  |  |  |  |  |  |  |  |  |
|  | 24. Juan IV, conde de Katzenelnbogen       |  |  |  |  |  |  |  |  |  |  |  |  |  |  |  |
|  |                                            |  |  |  |  |  |  |  |  |  |  |  |  |  |  |  |
|  |                                            |  |  |  |  |  |  |  |  |  |  |  |  |  |  |  |
|  | 12. Felipe I, conde de Katzenelnbogen      |  |  |  |  |  |  |  |  |  |  |  |  |  |  |  |
|  |                                            |  |  |  |  |  |  |  |  |  |  |  |  |  |  |  |
|  |                                            |  |  |  |  |  |  |  |  |  |  |  |  |  |  |  |
|  | 25. Ana de Katzenelnbogen                  |  |  |  |  |  |  |  |  |  |  |  |  |  |  |  |
|  |                                            |  |  |  |  |  |  |  |  |  |  |  |  |  |  |  |
|  |                                            |  |  |  |  |  |  |  |  |  |  |  |  |  |  |  |
|  | 6. Felipe II de Katzenelnbogen             |  |  |  |  |  |  |  |  |  |  |  |  |  |  |  |
|  |                                            |  |  |  |  |  |  |  |  |  |  |  |  |  |  |  |
|  |                                            |  |  |  |  |  |  |  |  |  |  |  |  |  |  |  |
|  | 26. Everardo V, conde de Wurtemberg        |  |  |  |  |  |  |  |  |  |  |  |  |  |  |  |
|  |                                            |  |  |  |  |  |  |  |  |  |  |  |  |  |  |  |
|  |                                            |  |  |  |  |  |  |  |  |  |  |  |  |  |  |  |
|  | 13. Ana de Wurtemberg                      |  |  |  |  |  |  |  |  |  |  |  |  |  |  |  |
|  |                                            |  |  |  |  |  |  |  |  |  |  |  |  |  |  |  |
|  |                                            |  |  |  |  |  |  |  |  |  |  |  |  |  |  |  |
|  | 27. Enriqueta de Mömpelgard                |  |  |  |  |  |  |  |  |  |  |  |  |  |  |  |
|  |                                            |  |  |  |  |  |  |  |  |  |  |  |  |  |  |  |
|  |                                            |  |  |  |  |  |  |  |  |  |  |  |  |  |  |  |
|  | 3. Otilia de Katzenelnbogen                |  |  |  |  |  |  |  |  |  |  |  |  |  |  |  |
|  |                                            |  |  |  |  |  |  |  |  |  |  |  |  |  |  |  |
|  |                                            |  |  |  |  |  |  |  |  |  |  |  |  |  |  |  |
|  | 28. Engelberto I de Nassau                 |  |  |  |  |  |  |  |  |  |  |  |  |  |  |  |
|  |                                            |  |  |  |  |  |  |  |  |  |  |  |  |  |  |  |
|  |                                            |  |  |  |  |  |  |  |  |  |  |  |  |  |  |  |
|  | 14. Enrique II, conde de Nassau-Dillenburg |  |  |  |  |  |  |  |  |  |  |  |  |  |  |  |
|  |                                            |  |  |  |  |  |  |  |  |  |  |  |  |  |  |  |
|  |                                            |  |  |  |  |  |  |  |  |  |  |  |  |  |  |  |
|  | 29. Johanna van Polanen                    |  |  |  |  |  |  |  |  |  |  |  |  |  |  |  |
|  |                                            |  |  |  |  |  |  |  |  |  |  |  |  |  |  |  |
|  |                                            |  |  |  |  |  |  |  |  |  |  |  |  |  |  |  |
|  | 7. Otilia de Nassau                        |  |  |  |  |  |  |  |  |  |  |  |  |  |  |  |
|  |                                            |  |  |  |  |  |  |  |  |  |  |  |  |  |  |  |
|  |                                            |  |  |  |  |  |  |  |  |  |  |  |  |  |  |  |
|  | 30. Roberto IV de Virneburg                |  |  |  |  |  |  |  |  |  |  |  |  |  |  |  |
|  |                                            |  |  |  |  |  |  |  |  |  |  |  |  |  |  |  |
|  |                                            |  |  |  |  |  |  |  |  |  |  |  |  |  |  |  |
|  | 15. Genoveva de Virneburg                  |  |  |  |  |  |  |  |  |  |  |  |  |  |  |  |
|  |                                            |  |  |  |  |  |  |  |  |  |  |  |  |  |  |  |
|  |                                            |  |  |  |  |  |  |  |  |  |  |  |  |  |  |  |
|  | 31. Inés de Solms-Braunfels                |  |  |  |  |  |  |  |  |  |  |  |  |  |  |  |
|  |                                            |  |  |  |  |  |  |  |  |  |  |  |  |  |  |  |
|  |                                            |  |  |  |  |  |  |  |  |  |  |  |  |  |  |  |